# Ermessende de Carcassonne
Ermessende de Carcassonne (ou Ermesinde, ou encore Ermessinde), née aux alentours de 975 et morte le 1er mars 1058 à Sant Quirze de Besora (Catalogne), est une comtesse de Barcelone, qui fut deux fois régente du comté, d'abord pour son fils Berenguer Ramon Ier (1017-1021), puis son petit-fils Raimond-Bérenger Ier (1035-1039).
Selon l'historien Martin Aurell, qui lui a consacré plusieurs travaux, cette femme est « sans doute le personnage politique le plus important de la première moitié du XIe siècle catalan ».

## Famille
Ermessende est née aux alentours de l’an 975. Elle est la fille de Roger Ier de Carcassonne et de son épouse Adelaïde. Elle a trois frères cadets : Raymond Roger (né vers 979 et mort avant son père entre 1007 et 1011), Bernard Roger qui devient le 1er comte de Foix (né vers 980 et mort en 1036 ou 1038) et Pierre Roger (né vers 981 et mort en 1051), qui devient évêque de Gérone.
Mariée à Ramon Borrell, comte de Barcelone, Ermessende a de lui trois enfants :
- Borrell Ramon (mort jeune) ;
- Estefania de Barcelone (ou Étiennette de Barcelone) qui épouse 1) Roger Ier de Tosny puis 2) Garcia de Najera ou Garcia IV de Navarre.

Les informations concernant les deux mariages d'Estefania de Barcelone (ou Étiennette de Barcelone) ne sont pas sures. La page de Roger de Tosny indique : « Le mariage barcelonais est incertain. Gotelina/Godehildis, l'épouse connue de Roger n'était pas espagnole mais est-ce sa première femme ? ». D'autre part à la page de Garcia IV de Navarre, il est indiqué que ce personnage épousa en 1038 Étiennette de Bigorre ou de Foix et non pas Estefania (ou Étiennette) de Barcelone. Mais il est permis d'avoir un doute sur cette Étiennette qui pourrait bien être, selon M. Chaume, historien bourguignon, Étiennette de Barcelone, (et non pas Étiennette de Foix), fille de Ermessende de Carcassonne et de Ramon Borrell qui épousa Garcia et devient reine de Navarre ;
- Berenguer Ramon Ier, comte de Barcelone après son père.

## Biographie

### Comtesse de Barcelone

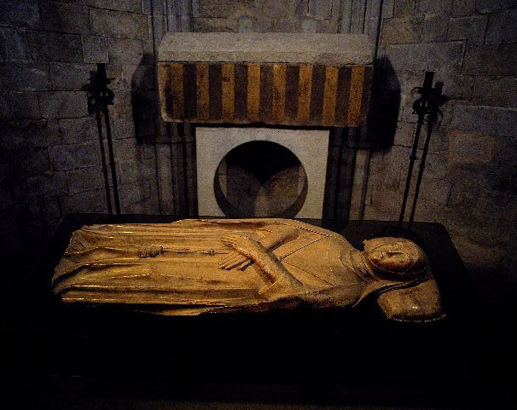

Ermessende fait sa première apparition aux côtés du comte de Barcelone, Ramon Borrell, en 993 (il est comte depuis 992). L’action d’Ermessende en tant que comtesse est très intense, particulièrement grâce à la toute nouvelle indépendance du comté. En effet, Barcelone faisait partie de l’empire carolingien, or l’accession d’Hugues Capet à la royauté n’a fait que mettre en avant la faiblesse de ses forces dans le sud du royaume face aux Sarrasins. C’est pourquoi à l’époque d’Ermessende, le roi capétien n’a plus aucune influence.
Le comté de Barcelone étant encore sous le coup de certaines lois wisigothiques, la comtesse possède le dixième du patrimoine de son époux de son vivant ; ceci lui permet d’avoir un droit de regard sur toutes les actions de celui-ci et de s’affirmer en tant que puissance politique. Ensemble ils s’occupent de politique, de religion et même de guerre puisque le couple apparaît en 1016 à la tête de l’ost.

### Mère du comte de Barcelone
À la mort de Ramon Borrell, le 8 septembre 1017, Ermessende s’affirme comme l’autorité suprême des comtés de Barcelone, Gérone et Vic. Elle exerce ainsi la tutelle au nom de son fils Berenguer Ramon Ier né vers 1005 et encore mineur. Elle préside les plaids, rend la justice et reçoit les serments de fidélité.
Majeur en 1021, Berenguer Ramon veut prendre la suite de son père et devenir comte à part entière. Cependant Ermessende n’est pas d’accord et reçoit le soutien de Guifred II de Cerdagne et de Guillem Ier de Besalu tandis que son fils s’allie avec l’aristocratie barcelonaise.
Le conflit est de courte durée puisque mère et fils se réconcilient à la fin de l’année 1023. Ermessende quitte la cour de Barcelone pour celle de Gérone où elle possède encore l’autorité de comte. Néanmoins, elle reste proche de son fils auprès duquel elle souscrit de nombreux actes. Il semble qu’il lui reste un certain droit de regard sur le gouvernement et le patrimoine de Berenguer Ramon.

### Grand-mère du comte de Barcelone
Berenguer Ramon meurt en 1035 et le pouvoir revient une fois de plus dans les mains d’Ermessende. En effet, la seconde épouse de son fils, Guisla de Lluça, n’est pas la mère de l’héritier et est remariée par son père peu après, ce qui annihile tous ses droits sur les comtés de son défunt mari.
Encore une fois Ermessende préside les plaids, rend la justice et reçoit les serments de fidélité avec à ses côtés son petit-fils, Raimond-Bérenger Ier de Barcelone. Celui-ci, né au plus tôt en 1022, se marie en avril 1039, attestant ainsi sa majorité. Et encore une fois, Ermessende refuse de laisser le pouvoir ce qui conduit à une guerre qui débute en 1041.
La majorité des nobles soutiennent le jeune homme et il faudra encore deux années avant que les deux partis se réconcilient. Ermessende doit alors prêter serment de fidélité à Raimond-Bérenger. Elle se retire de la sphère du pouvoir et ne participe plus aux actes du comte.
Cependant, la comtesse s’oppose une nouvelle fois à son petit-fils aux alentours de 1054 à cause de la liaison de celui-ci avec une femme mariée, Almodis de la Marche, qui est sa concubine depuis qu’il a répudié sa seconde épouse. La comtesse obtient leur mise au ban par l'église dans le cadre des réformes du pape Victor II sur les mariages et le couple est excommunié.
Cependant, Raimond-Bérenger réussit habilement à faire déclarer leurs précédentes unions invalides pour cause de consanguinités et ils se marient légalement le 12 novembre 1056. Désormais dépourvue du soutien des ecclésiastiques, Ermessende ne s’oppose plus à leur union. En outre, elle a vendu en juin 1056 tous ses droits sur les comtés à Raimond-Bérenger et Almodis. Elle doit aussi prêter serment à la nouvelle comtesse, cérémonie aussi lourde de sens qu’humiliante pour elle.
Ermessende de Carcassonne meurt le 1er mars 1058 à Sant Quirze de Besora et elle est enterrée dans la cathédrale de Gérone.

## Dans la fiction et la culture populaire
La vie d'Ermessende de Carcassonne a fait l'objet d'une mini-série télévisée espagnole en deux épisodes, Ermessenda (ca), diffusée en 2011. La comtesse de Barcelone y est interprétée par l'actrice Laia Marull,.
En avril 2014, le conseil municipal de Carcassonne attribue son nom à une rue de la ville.